# Avi Cohen
Avraham Cohen, noto come Avi Cohen (Il Cairo, 14 novembre 1956 – Tel Aviv, 29 dicembre 2010), è stato un calciatore e allenatore di calcio israeliano, di ruolo difensore.
Anche suo figlio Tamir è stato un calciatore.

## Carriera
Cominciò la carriera nel Maccabi Tel Aviv, con cui vinse per due volte il campionato israeliano (1977, 1979) e per una volta la Coppa nazionale (1977). Venne poi acquistato dal Liverpool, divenendo così il primo calciatore israeliano a giocare nella massima divisione inglese. In Inghilterra giocò poco ma prese parte alle vittorie del campionato nel 1980 e della Coppa dei Campioni nel 1981. Tornò poi a giocare nel Maccabi Tel Aviv, vincendovi un'altra Coppa d'Israele. Successivamente gioca una stagione nel team scozzese dei Rangers, seguita da un ulteriore ritorno nella sua società calcistica natale. Spende gli ultimi due anni della sua carriera da giocatore nel Maccabi Netanya e si ritira nel 1992. In seguitò allenerà diverse squadre israeliane fino al 2001.  Nel 2000 ottiene il titolo di calciatore israeliano del secolo. Morì nel 2010 in un incidente in moto. Suo figlio Tamir Cohen giocò anch'egli nella massima serie inglese.

## Palmarès

### Giocatore

#### Competizioni nazionali
- Campionato israeliano: 2

Maccabi Tel Aviv: 1976-1977, 1978-1979
- Coppa d'Israele: 2

Maccabi Tel Aviv: 1976-1977, 1986-1987
- Campionato inglese: 1

Liverpool: 1979-1980
- Coppa di Lega inglese: 1

Liverpool: 1980-1981
- Community Shield: 2

Liverpool: 1979, 1980
- Scottish League Cup: 1

Rangers: 1987-1988

#### Competizioni internazionali
- Coppa dei Campioni: 1

Liverpool: 1980-1981